# Salles-sur-l'Hers
Salles-sur-l'Hers là một xã của Pháp, nằm ở tỉnh Aude trong vùng Occitanie.